# Station Artix
Station Artix is een spoorwegstation in de Franse gemeente Artix aan de lijn van Toulouse naar Bayonne. en wordt bediend door regionale treinen van TER Nouvelle-Aquitaine en treinen voor de middellange afstand van Intercités.